# 봉준호
봉준호(奉俊昊, 1969년 9월 14일~)는 대한민국의 영화 감독이다. 1993년 단편 영화 《백색인》으로 데뷔 후 2000년 영화 《플란다스의 개》로 장편 영화 감독으로 데뷔하였다. 두 번째 장편 영화 《살인의 추억》(2003)에 이어 《괴물》(2006)과 《설국열차》(2013)로 상업적으로 성공을 거두었다. 2017년 《옥자》와 2019년 《기생충》이 칸 국제 영화제에서 공식경쟁부문에 초청되었다. 《기생충》을 통해 한국 감독으로는 최초로 2019년 황금종려상을 수상하였고, 2020년 제77회 골든 글로브상에서 최우수 외국어 영화상을 수상했다. 제92회 아카데미상에서 최우수 국제영화상에 후보 지명 된 최초의 한국 영화가 되었다. 봉준호는 그의 영화 작업을 인정 받아 최우수 국제영화상, 최우수 작품상, 최우수 감독상, 최우수 각본상의 4개 부문의 상을 모두 수상한 최초의 아시아 영화 감독이 되었다. 봉준호는 또한 테시가하라 히로시, 구로사와 아키라, M. 나이트 샤말란과 리안에 이어 다섯 번째로 감독상에 후보 지명되었으며, 두 번째로 수상한 아시아 감독이자 첫 수상한 한국 감독이 되었다.
그의 영화는 사회적 세태를 강도 높게 비판한 다양한 장르물을 비롯해서, 블랙 코미디를 기획하고 있는 장본인으로 세간의 널리 알려진 영화감독이기 때문에, KBS 사장을 역임하고 있는 김의철과는 연대 사회학과 동기이기도 하다.

## 생애
봉준호는 1969년 9월 14일 대구 남구 봉덕동에서 2남 2녀 중 막내로 태어났다. 본관은 하음이다. 그의 아버지 봉상균(1932~2017년)은 효성여자대학교 응용미술학과 교수를 지낸 그래픽 디자이너다. 어머니 박소영은 '소설가 구보 씨의 일일'로 유명한 구보 박태원의 딸(차녀)이다.
 그의 형 봉준수는 서울대학교에서 영문학 교수로 재직 중이며 누나 봉지희는 패션 디자이너로 연성대학교 패션스타일리스트과 교수로 재직 중이다.
봉준호는 과거 매체들과 인터뷰에서 이같이 말했다.
| “ | “아버지 방에 외국에서 사온 디자인 책과 화집, 사진집 등이 진열돼 있었다. 아버지가 포스터컬러와 물감으로 작업하시는 모습도 많이 봤다.” | ” |
|   | — 한국일보 2020년 1월 16일자 기사 중                                                                                                 |   |

그는 중학교 때 영화 감독이 되기로 결심했으며, '영화광'으로 청년기를 보냈다. 영화에 대한 열정에도 불구하고 부모의 의견 차이로 인해 대학 진학 때에는 영화 연출을 전공하지 않았다. 1988년 연세대학교 사회학과에 입학하였고, 영화 동아리의 일원으로 활동하였다. 그는 에드워드 양, 허우 샤오시엔, 쇼헤이 이마무라의 팬이었다.
1994년 영화진흥위원회 부설 한국영화아카데미 연출전공 11기를 수료했다. 2년 과정을 이수하는 동안 많은 16mm 단편 영화를 만들었다. 1993년 졸업 작품인 단편 영화 《백색인》로 데뷔했고, 《프레임 속의 기억》, 《지리멸렬》는 밴쿠버와 홍콩 국제 영화제에서 상영되었다. 그의 친구인 장준환이 감독한 2001년 단편 영화 《이매진》의 촬영 감독으로서 친구들과 여러 작품을 공동 작업했다. 허재영의 단편 《A Hat》 촬영과는 별도로 그는 《하늘과 땅에서 나는 소리》와 《포도 씨앗의 사랑》의 조감독이기도 했다.

## 경력

### 1996~2002: 초기 경력
대학 졸업 후, 그는 이후 5년 동안 다른 감독들의 작품에 다양한 역량을 뽐냈다. 그는 1996년 옴니버스 영화 《맥주가 애인보다 더 나은 7가지 이유》에 대한 시나리오에 참여했다. 박기용의 1997년 감독 데뷔작 《모텔 선인장》에 대한 시나리오와 조감독으로 참여했고, 장준환과 함께 《유령》 (1999)의 각본을 쓴 4명의 작가 중 한 명이다.
얼마 지나지 않아 봉준호는 자신의 첫 번째 장편 영화 데뷔작인 《플란다스의 개》로 인해 《모텔 선인장》의 차승재 프로듀서와 재회했다. 이 영화는 아파트 단지에서 벌어진 강아지 실종사건을 다룬 코미디 영화로 그가 결혼 후 실제로 거주했던 같은 아파트 단지에서 촬영되었다. 비평가들로부터의 평가는 긍정적이었지만 흥행에는 실패했다. 그럼에도 불구하고 이 영화는 스페인의 산세바스티안 국제영화제 공식경쟁부문에 초청되었으며, 홍콩의 슬램댄스 국제 영화제에서 국제영화비평가상과 뮌헨 영화제 신인감독상을 수상했다. 해외 영화제에서의 국제적인 입소문을 서서히 구축하는 것도 영화의 재정적 도움을 주었다. 영화가 출시 된 지 2년이 지났을 때 영화는 해외 판매 수익으로 인해 손익분기점에 도달했다.

### 2003~2009: 살인의 추억, 성공과 주목 받다
봉준호의 두 번째 영화인 《살인의 추억》은 1980년대 경기도 화성에서 일어난 장기미제사건이었던 연쇄 살인범 이춘재 사건을 모티브로 하여, 배경에 관심을 모았던 작품이다. 2003년 상반기에 개봉되었고, 525만명의 압도적인 관객수를 기록하며 대중적인 성공을 거두었다. 차승재 프로듀서와의 인연도 이어갔다. 대종상 영화제에서 최우수 작품상, 최우수 감독상, 최우수 남우주연상(송강호)를 수상하였다. 영화는 산세바스티안 국제영화제 공식경쟁부문에 다시 초청되었으며, 최우수 감독상을 포함한 3개의 상을 수상했다. 이 영화는 프랑스와 미국과 같은 해외 지역에서 개봉되어 이례적인 호평을 받았다.

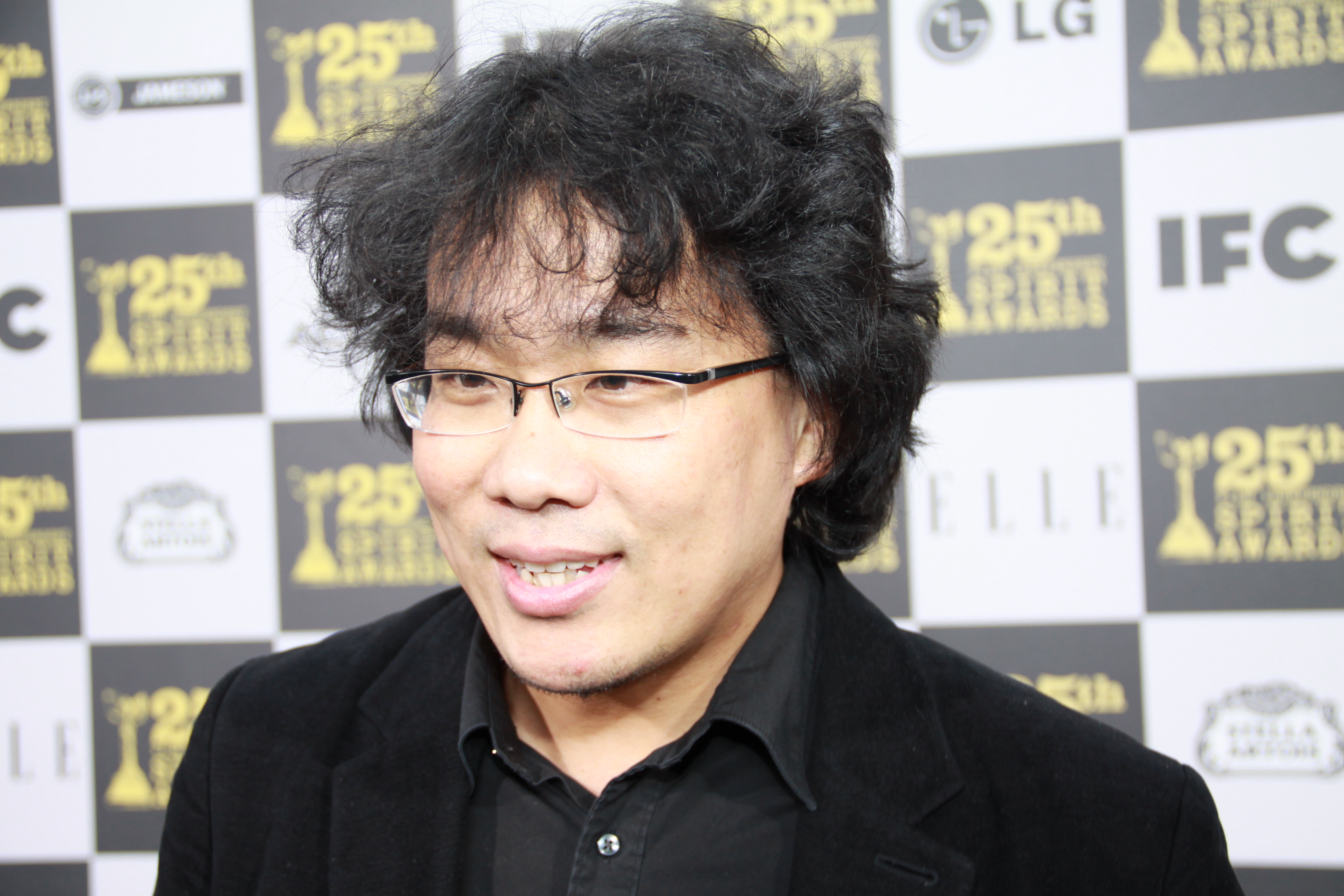
2010년 3월 5일 로스앤젤레스에서 열린 인디펜던트 스피릿 어워드에서 봉준호

그 후, 봉준호는 두 편의 옴니버스 프로젝트에 기고하는데 시간이 걸렸다. 《인플루엔자》는 CCTV 화면을 통해 비춰진 부조리한 삶의 모습을 담고 있는 30분 분량의 단편 영화이다. 전주국제영화제가 내놓은 간판 제작 프로젝트인 '디지털 삼인삼색'은 봉준호 외에도 다른 두 감독 이시이 소고와 유 릭와이가 참여했다.
2006년 하반기에 개봉한 국내 유일의 블록버스터 괴수 영화 《괴물》은 서울 한강에 나타난 느닷없이 괴생물체에 맞선 한 가족의 사투를 그리고 있다. 개봉 당시 최고의 첨단 기술력으로 독창적인 세계관을 구축한 한국 괴수 영화의 시초로, 수 많은 사람들의 심금을 울리기 위한 사회적 비판과 풍자를 녹여낸 정점의 블랙 코미디다. 이전 영화에 출연한 많은 배우들이 한꺼번에 출연한 이 영화는 촬영을 시작하기 전에도 수많은 관객들의 이목을 집중시켰지만, 한국 제작이 본격적인 작품을 만드는데 어려움을 겪을 수 있을지도 모른다는 가능성 여부에 대한 의구심이 생겼다. 《반지의 제왕》을 비롯해 《킹콩》 등의 영화에 참여한 전세계적으로 손꼽히는 CG 전문회사 '웨타 디지털(Weta Digita)'과 작업했다. 마감 시한을 맞추기 위해 서두른 후, 영화는 2006년 칸 국제 영화제의 감독 주간 부문에 초청되었다. 영화는 여름 극장가에 흥행 돌풍을 일으키며, 1,300만의 관객수를 동원하는 등 한국 영화계에 있어 새로운 박스 오피스 기록을 세웠다. 《괴물》은 해외 판권 독점 계약을 위한 사전 심의 기간을 염두에 두고, 북미와 유럽, 일본 등 동아시아 국가를 비롯한 전 세계 30여 개 국에서 동시 개봉되었으며, 미국의 메이저 영화 제작사인 유니버설 스튜디오는 리메이크 권한을 인수했다.

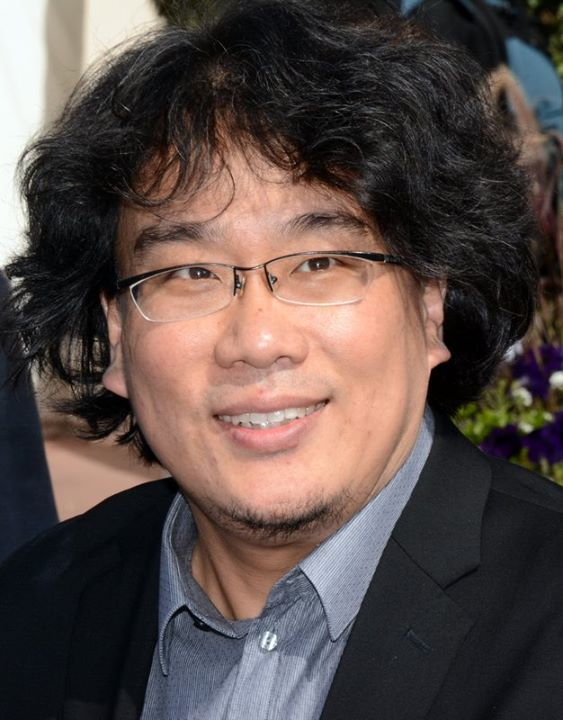
2013년 도빌 미국 영화제에서 봉준호

2008년 봉준호는 미셸 공드리와 프랑스 감독인 레오스 카락스와 함께 도시의 세 가지 이야기를 담은 3부작 중 하나인 《도쿄!》를 연출했다. 그의 세그먼트는 "히키코모리"로 10년 동안 살았던 사람, 즉 집을 떠나지 않고 사회에 적응할 수 없는 사람들을 뜻하는 용어로 피자 배달 소녀와 사랑에 빠진 히키코모리 남성에 관한 이야기를 그린다. 영화는 2008년 칸 국제 영화제에서 주목할 만한 시선 부문에 초청 되었다.

봉준호의 네 번째 장편 영화 《마더》는 지적 장애 아들을 살인 혐의에서 구하기 위해 고군분투하는 어머니의 이야기를 그린다. 그는 이 영화를 기획하게 된 이유가 오로지 배우 김혜자 때문이었다고 매체들과의 인터뷰에서 이같이 말했다.
| “ | “2004년에 '살인의 추억'이 끝나고 이 작품을 구상했다. '괴물'을 준비중이라 '괴물'이 끝나고 하려고 김혜자 선생님에게 말씀을 드렸다. 김혜자 선생님이 못하겠다고 거절했으면 그대로 무산될 뻔한 작품이다. 17년 전 김혜자 선생님을 처음 뵌 날을 모티브로 구상한 작품이었고 김혜자 선생님 외에는 출연할 배우가 없다는 데 이견이 없었다.” | ” |
|   | — 한국일보 2020년 1월 16일자 기사 중 |   |

 특히 타이틀롤이자 히로인인 김혜자는 많은 찬사를 받았다. 그녀는 한국 배우 최초로 로스앤젤레스 영화 비평가 협회가 선정한 최우수 여우주연상을 수상했고, 미국 온라인 영화 비평가 협회(OFCS) 여우주연상 후보에 지명되는 등 큰 주목을 받았다. 국내와 국제 영화제에서 중요한 성공을 거둔 이 영화는 많은 영화 비평가들의 "베스트" 2010년 목록에 선정되었다.

### 2011~2018: 계속된 영화들
봉준호는 2011년 임필성이 연출한 영화 《인류멸망보고서》에 이준호라는 이름으로 카메오 출연을 했다. 이 영화는 2011년 3월 11일 일본 도호쿠 지방을 강타한 대지진과 쓰나미에 영향을 받은 21명의 영화 제작자들에 의해 제작되었다. 이 영화는 재난의 첫 번째 기념일에 상영되었다. 같은 해, 그는 제27회 선댄스 영화제 심사위원으로 선정되었다. 그는 또한 2011년 칸 국제 영화제 경쟁부문 황금카메라상 심사위원장으로 선정되었고, 2013년 에든버러 국제 영화제 심사위원장으로 선정되었다. 2013년 봉준호는 프랑스의 그래픽 소설 《Le Transperceneige Jean-Marc Rochette, Jacques Lob》를 기반으로 한 첫 번째 영어 영화 《설국열차》를 발표했으며, 차갑고 어두운 암흑 천지로 독창적인 세계관을 구축하여, 냉전 시대 갑작스러운 기온 강하로 혹독한 추위가 닥친 지구를 배경으로 난방과 식량자급이 가능한 설국열차가 유일한 생존처가 된다는 설정이다. 그의 할리우드 데뷔작으로 송강호, 고아성을 비롯해 크리스 에반스, 에드 해리스, 틸다 스윈튼 등이 출연한다. 2013년 7월 29일 서울 타임 스퀘어에서 열린 프리미어가 열렸으며, 9월 7일 도빌 미국 영화제 폐막작으로 상영되기 전에 베를린 포럼의 일환으로 베를린 국제 영화제에서 상영되었다. 2014년 6월 711일 로스앤젤레스 영화제 개막식에서 상영 되었고, 2014년 6월 22일 에딘버러 국제 영화제에서 상영 되었다. 영화는 한국과 해외에서 거의 보편적인 찬사와 높은 티켓 판매를 기록했다. 2014년 4월 기준으로 한국에서 10번째로 높은 흥행 수익을 거둔 국내 영화로 935만의 관객수를 기록했다. 이 영화는 국내에서 가장 빠르게 상영 후 5일 만에 400만에 도달 한 국내 기록을 보유하고 있다. 《설국열차 》는 다수의 상과 후보작을 수상한 것 외에도 2014년 10대 최고의 영화에 대한 목록에 선정되었다.

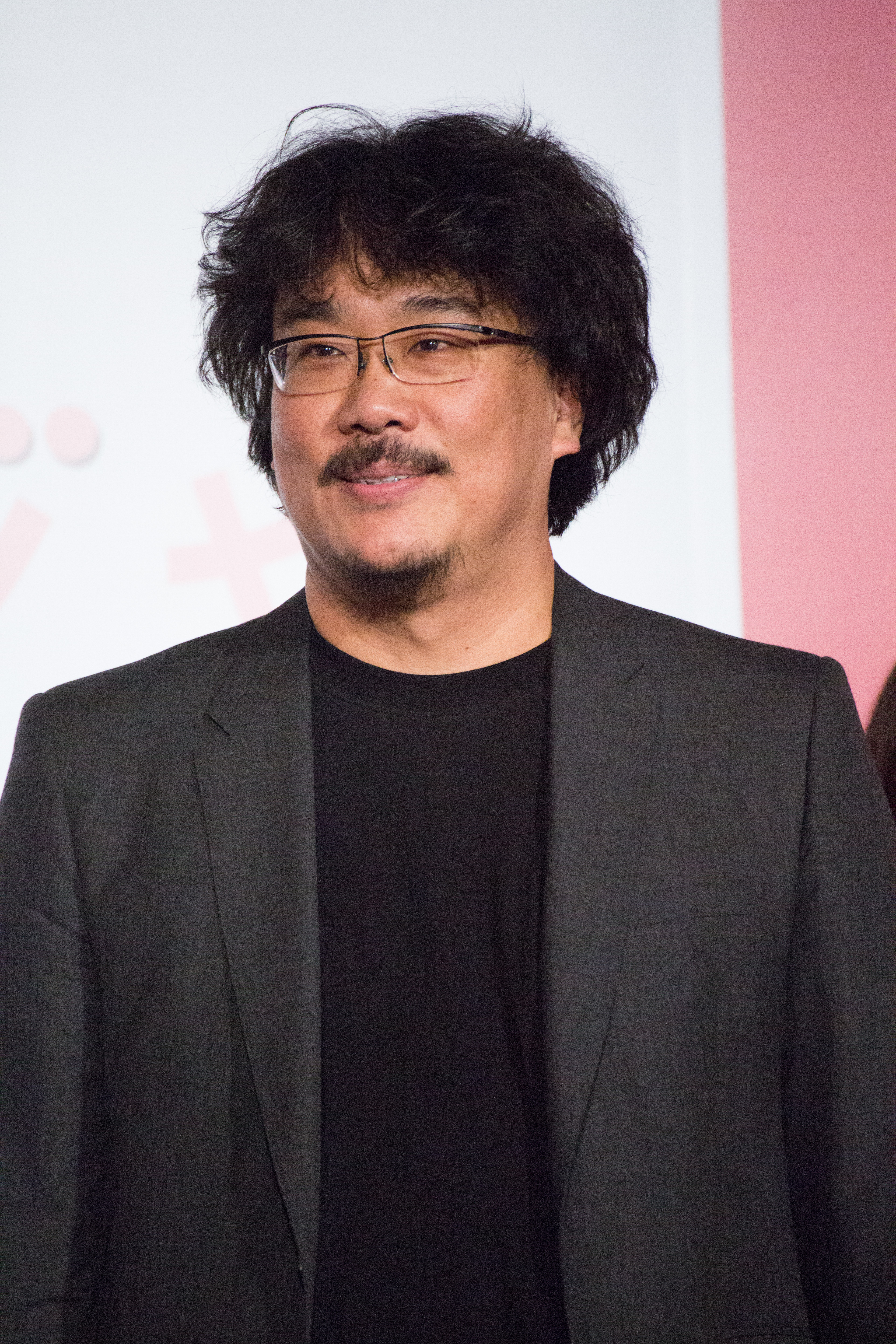
2017년 영화 《옥자》 도쿄 프리미어에서 봉준호

2015년 봉준호의 다음 영화인 《옥자》가 발표되었다. 2015년 4월 30일, 시나리오 작가인 존 론슨은 자신의 "트위터"계정에서 그의 영화 시나리오의 초안을 쓰고 있다고 발표했다. 다리우스 콘지는 2016년 2월 촬영 감독으로 영화에 합류했다. 촬영은 2016년 4월에 시작되었다.
2017년 칸 국제 영화제에서 공식경쟁부문에 초청되어 뤼미에르 극장에서 초연되었다. 당시 극장용 영화가 아니라는 이유로 논란을 일으켰다. 그러나 스튜디오의 부정적인 반응에도 불구하고 영화 자체는 실제 초연에 이어 4분 동안 기립 박수를 받았다. 이 영화는 2017년 6월 28일에 넷플릭스에서 공개되었으며 긍정적인 평가를 받았다. 영화 리뷰 웹 사이트 로튼 토마토에서, 영화는 125 리뷰를 기준으로 84%의 승인 등급을 받았고, 메타크리틱에서 영화는 31명의 비평가를 기준으로 100점 만점에 76점을 받았으며 "일반적으로 유리한 리뷰"를 나타냈다. 가중 산술 평균은 7.5 / 10이다. 뉴욕 타임즈의 A.O. 스콧은 "옥자는 상상력과 기술의 기적이며, 옥자는 그녀가 영혼을 소유하고 있다는 많은 장난과 절대적인 진실성을 가지고 있다"고 말했다.

### 2019~: 기생충, 국제적인 명성을 얻다
2019년에 봉준호는 블랙 코미디 서스펜스 영화 《기생충》을 공개했다. 영화는 전원 백수인 가족의 장남 기택(송강호)의 아들 기우(최우식)가 박사장(이선균) 자녀들의 과외를 시작하며 벌어지는 줄거리로, 사회의 극과 극에 위치한 두 집단의 희비가 버무려지는 서사를 통해 현대 사회에 실존하는 빈부격차 세태를 강도 높게 비판하여, 수 많은 사람들의 심금을 울리기 위한 무거운 주제 의식을 갖춘 소재로 배경에 관심을 모은 히트작으로 꼽힌다. 이 작품은 해외에서도 높은 작품성을 인정받아 2019년 칸 국제 영화제에서 최고의 명예인 황금 종려상을 수상했다. 2013년 《가장 따뜻한 색, 블루》 이래 만장일치로 수상한 최초의 한국 영화가 되었다. 이후 미국 아카데미상 최우수 국제영화상을 포함한 6개 부문에 후보 지명되며 한국 영화 최초로 지명되었다. 이 영화는 또한 시드니 영화제에서 시드니 영화상을 수상했다. 《기생충》은 2019년 5월 30일 한국에서 CJ 엔터테인먼트 배급으로 개봉하였고, 해외 판권 독점 계약을 위한 사전 심의 기간을 염두에 두고, 북미와 유럽, 일본 등 동아시아 국가를 비롯한 전 세계 60여개 국에서 동시 개봉하여, 박스오피스에서 2억 5,755만 달러의 흥행 수익을 기록한 바 있다. 2020년 1월 골든 글로브상에서 한국 영화 최초로 외국어영화상을 수상하였다. 《기생충》은 미국 아카데미상에서 수상한 최초의 한국 영화가 되었으며, 최우수 국제영화상과 최우수 작품상, 최우수 감독상, 최우수 각본상을 수상하며 4관왕을 차지하는 쾌거를 이뤘다. 또한 개인이 아카데미 4개 부문상을 모두 받은 것은 1953년 월트 디즈니 이후 67년 만으로 이 작품의 큰 성공으로 봉준호는 세계적 거장 반열에 오르게 되었다.

## 개인 생활
봉준호는 1995년 시나리오 작가인 정선영과 결혼식을 올렸다. 아들 봉효민도 영화 감독으로 일한다.

## 미디어 및 평가
봉준호는 2009년부터 2019년까지 전국 대학생들의 가장 존경하는 인물 중에서 좋아하는 영화감독 1위로 선정되었다.
2017년 메타크리틱은 21세기 최고의 영화 감독 25인으로 봉준호를 16위에 선정하였다. 2020년 1월, 미국 엔터테인먼트 전문매체 버라이어티가 선정한 ‘세계 엔터테인먼트 리더 500인’에 선정됐다.

## 작품 목록
주요 감독 연출작은 다음과 같다.
- 《플란다스의 개》(2000)
- 《살인의 추억》(2003)
- 《괴물》(2006) (천만영화)
- 《도쿄! - "흔들리는 도쿄"》(2008)
- 《마더》(2009)
- 《설국열차》(2013)
- 《옥자》(2017)
- 《기생충》(2019) (천만영화)
- 《미키 17》(2025)

## 저서
- 《살인의 추억》(이레) 2003년 5월 ISBN 9788957090039
- 《괴물 (홍익출판사) 2006년 7월 ISBN 9788970650838
- 《괴물 1 (무비만화)》(삼성출판사) 2006년 7월 ISBN 9788915051379
- 《괴물 2》(삼성출판사) 2006년 8월 ISBN 9788915051386
- 《괴물 메이킹 북 (THE HOST,Illustrated Journal of THE HOST Making)》(21세기북스) 2006년 8월 ISBN 9788950909147
- 《괴물 (영상동화,한강 가족 그리고,THE HOST)》(형설아이) 2007년 6월 ISBN 9788961420044
- 《마더 이야기 (이야기는 어떻게 만들어지는가 영화 마더 스토리보드와 시나리오)》(마음산책) 2009년 11월 ISBN 9788960900660
- 《괴물》(커뮤니케이션북스) 2012년 11월 ISBN 9788966800926
- 《영화같은 시간》(이음) 2013년 9월 ISBN 9788993166637
- 《‘작가’가 선정한 오늘의 영화 (2014)》(작가) 2014년 4월 ISBN 9788994815411
- 《기생충 각본집 & 스토리보드북 초판 한정 박스 세트 (전2권)》(플레인) 2019년 10월 ISBN 9791196076061

## 인터뷰
- 영화 잡지

봉 감독이 2011년 영화 매거진 "씨네21"과 인터뷰하였다. 봉감독은 "좁고 긴 이미지 공간을 무척 좋아한다. 그러니 설국열차를 찍을 생각을 하니 얼마나 흥분이 됐겠는가. 성적 흥분에 미치는지 알았다. 터널이 질이고 기차가 남근이 되는데 들어가 있으면 기차 안이 또 질이라는 말이다. 기차 속을 관통하여 질주하는, 그래서 너무 흥분이 된다. 대본을 읽고 실제 성욕을 느꼈다는 부분도 있다"
- 고양이

2009년 6월 10일 딴지일보와 인터뷰 내용이 있었다. 봉 감독은 "이제 마흔 된 건데 체력이 안 좋아졌다. 창피하여 어디 가서 이야기도 못하고 촬영감독 홍경표 형이나 김혜자 선생님이나 나보다 나이가 많은데 힘들다, 아프다 이럴 수도 없다. 예민한 상태가 지속되면서 기술시사 직전 절정이었다. 내가 지금 무엇을 하고 있는 거지, 밖에 나가서 고양이를 죽일까, 죄많고 힘없는 사람 없나, 죄책감 없이 패주겠다고 생각하였다" 라고 말하였다. 이에 대중들은 "이 발언은 동물, 인권 부족하다"라는 의견이 있었다.

## 같이 보기
- 한국 영화